# سانیا مالاگورسکی
سانیا مالاگورسکی (سیریلیک صربی: Сања Малагурски؛ ۸ ژوئن ۱۹۹۰ – ) بازیکن والیبال اهل صربستان بود.